# Team ocean
Pour les articles homonymes, voir Océan (homonymie).
 (avril 2011).
Team Ocean est une écurie de course au large en France. 
C'est un concept original de visibilité, grâce à des bateaux différents engagés sur les principaux évènements de la Course au large.

## Skippers
- Yvan Bourgnon (Trimaran)
- Fred Duthil (Figaro),
- Adrien Hardy (Mini 6,50)